# Arteesi Engineering
Arteesi Engineering war ein britischer Hersteller von Automobilen.

## Unternehmensgeschichte
Das Unternehmen begann 1977 mit der Produktion von Automobilen und Kits. Der Markenname lautete Arteesi. 1979 endete die Produktion. Insgesamt entstanden etwa drei Exemplare.

## Fahrzeuge
Die Basis der Fahrzeuge bildete das Fahrgestell vom Austin 7. Darauf wurde eine offene zweisitzige Karosserie aus Stahl montiert.